# Aitor
Aitor és un prenom que prové del basc aita que significa "pare". L'arrel germànica coincideix amb athal, que significa "noble". No té sant propi però s'acostuma a celebrar per sant Antoni, el 22 de maig.

## Etimologia
El nom Aitor té el seu origen en un mite creat per l'escriptor suletí Augustin Chaho (1811 - 1858), que apareix per primera vegada en la seva obra literària "La llegenda d'Aitor", escrita a 1845. En el dialecte que va emprar Chaho, la paraula "aitona" era substituïda per "aitor", perquè s'utilitzava la lletra "r" en lloc de la "n". D'aquesta manera transformava l'expressió de "fills de bons pares" a "fills d'Aitor", creant un nou nom i personatge. Chaho publicar per primera vegada l'obra en el diari Ariel de  Baiona que ell mateix dirigia. Després de la traducció al castellà, la llegenda d'Aitor va adquirir gran popularitat. En 1878 Francisco Navarro Villoslada la inclou en la seva obra Amaya o els bascos del segle VIII.
Segons la llegenda creada per Chaho, Aitor va ser el patriarca basc i va tenir set fills, que van crear les set províncies d'Euskal Herria i van engendrar descendents en elles.